# Julia Nickson-Soul

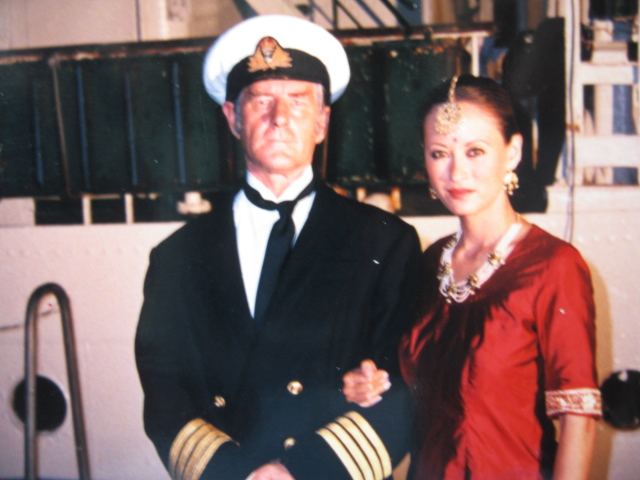
Julia Nickson-Soul (rechts) am Set von In 80 Tagen um die Welt

Julia Nickson-Soul (* 11. September 1958 in Singapur) ist eine US-amerikanische Schauspielerin, die seit 1982 in über 60 Fernseh- und Filmrollen zu sehen war.

## Leben
Die Mutter von Julia Nickson-Soul ist Chinesin, ihr Vater Brite. Sie war mit dem Schauspieler und Sänger David Soul von 1987 bis 1993 verheiratet und hat mit ihm eine Tochter.
Ihre erste Erfahrung als Schauspielerin machte sie mit ihrem Auftritt in zwei Episoden der Fernsehserie Magnum in den Jahren 1982 bzw. 1983. Im Jahre 1985 folgte ihre nächste Rolle. Sie wirkte an dem Actionfilm Rambo II – Der Auftrag mit und erhielt im folgenden Jahr dafür Nominierungen als Schlechteste Darstellerin  sowie Schlechtester Newcomer für die Goldene Himbeere. In den folgenden Jahren und bis heute ist sie sowohl für das Kino als auch das Fernsehen tätig, wo sie 1988 an der Seite von Pierce Brosnan in der Miniserie Noble House eine der beiden weiblichen Hauptrollen spielte und ein Jahr später erneut neben Brosnan in der Verfilmung von Jules Vernes Klassiker als Prinzessin Aouda in der Miniserie In 80 Tagen um die Welt zu sehen war. Später hatte sie Gastauftritte in verschiedensten Fernsehserien. So war sie 1988 als Brückenoffizierin in der Folge Die Waffenhändler der Science-Fiction-Serie Raumschiff Enterprise: Das nächste Jahrhundert und Mitte der 1990er Jahre in drei Episoden der Serie Babylon 5 zu sehen und spielte in Walker, Texas Ranger mit. Sie wirkte auch in Kinoproduktionen mit, so 1991 in K2 – Das letzte Abenteuer und 1994 in Double Dragon – Die 5. Dimension.

## Filmografie (Auswahl)
- 1982–1983: Magnum (Magnum, p.i., Fernsehserie, 2 Folgen)
- 1985: Rambo II – Der Auftrag (Rambo: First Blood Part II)
- 1987: Ein chinesisches Schlitzohr (Harry's Hong Kong, Fernsehfilm)
- 1988: Chiari di luna
- 1988: Noble House (Miniserie, vier Folgen)
- 1988: Raumschiff Enterprise: Das nächste Jahrhundert (Star Trek: The Next Generation, Fernsehserie, Folge Die Waffenhändler)
- 1989: In 80 Tagen um die Welt (Around the World in 80 Days, Miniserie, drei Folgen)
- 1990: China Cry: A True Story
- 1991: K2 – Das letzte Abenteuer (K2)
- 1992: Sidekicks
- 1993: Amityville – A New Generation
- 1994: Babylon 5 (Fernsehserie, drei Folgen)
- 1994: Double Dragon – Die 5. Dimension (Double Dragon)
- 1994: Star Trek: Deep Space Nine (Fernsehserie, Folge Das Paradiesexperiment)
- 1995: Chicago Hope (Fernsehserie, Folge Ein gewisser Nervenkitzel)
- 1996: White Tiger
- 1996–1998: Walker, Texas Ranger (Fernsehserie, drei Folgen)
- 1998: Teufel im Blut (Devil in the Flesh)
- 1999: Life Tastes Good
- 2001: Love Bytes
- 2004: Skin Trade (Kurzfilm)
- 2005: Junior Pilot
- 2008: Half-Life
- 2009: Castle (Fernsehserie, Folge 1x03)
- 2011: One Kine Day
- 2016: Beyond the Game
- 2018: Ready Player One